# Ana María Zeno
Ana María Zeno de Luque (* 7. Juni 1922 in Rosario, Argentinien; † 1. August 2011 ebenda) war eine argentinische Medizinerin. Als Frauenrechtlerin spezialisierte sie sich auf Sexualerziehung und Sozialmedizin. In den 1970er Jahren war sie eine Pionierin auf dem Gebiet der Empfängnisverhütung.

## Leben und Werk
Zeno war die Tochter des Chirurgen Artemio Zeno und Nichte des Chirurgen Lelio Zeno. 1948 schloss sie als eine von wenigen Frauen ihr Medizinstudium an der Universidad Nacional del Litoral in Santa Fe als Chirurgin ab und zwei Jahre später als Gynäkologin. Sie promovierte 1968 in Medizin. Für ein Studium der Psychosomatischen Medizin in Peru erhielt sie ein Stipendium und absolvierte ihre Ausbildung in einem von deutschen Nonnen geführten Zentrum. Sie studierte Sexualmedizin am Regionalkomitee für Sexualerziehung für Lateinamerika und die Karibik in Kolumbien.
Gemeinsam mit ihrem Mann, einem Psychiater, eröffneten sie eine Privatpraxis und arbeitete mehrere Jahrzehnte im Bereich der Sexualmedizin.
Als Sexualerziehung in Argentinien noch wenig bekannt war, förderte und schulte Zeno Berater und Fachkräfte auf diesem Gebiet. Als Gynäkologin setzte sie sich für die Schaffung von Behandlungsräumen für Jugendliche mit sexuellen Problemen in Krankenhäusern ein und betonte sowohl in ihrem Berufs- als auch in ihrem Privatleben die Bedeutung der Diskussion dieser Themen und der Entwicklung von Strategien zur sexuellen und reproduktiven Gesundheit.
1978 war sie Gründungsmitglied der Rosario Association of Sexual Education (ARES) und 1983 des Kinsey Institute of Sexology of Rosario (IKSR). Sie war Mitglied gynäkologischer Gesellschaften im In- und Ausland.

## Ehrungen (Auswahl)
2005 wurde sie vom Stadtrat von Rosario als angesehene Ärztin (Médica Distinguida)  ausgezeichnet.